# Еррол Флінн
Е́ррол Ле́слі То́мсон Флінн (англ. Errol Leslie Thomson Flynn; 20 червня 1909 Гобарт, Австралія — 14 жовтня 1959, Ванкувер, Канада) — австралійський кіноактор ірландського походження, зірка Голлівуду 1930—1940-х років, секс-символ.
Відомий своїми амплуа відважних героїв та розбійників, а також бурхливим способом життя. Флінн страждав від алкогольної залежності, був злодієм у минулому (якщо звернутись до його спогадів), безжальним серцеїдом (ця репутація дала йому прізвисько- «гультіпака Флінн», коли він потрапив під суд і був виправданий у 1943 році судом присяжних, що складався в основному з жінок, за обвинуваченням у статевому зв'язку з двома неповнолітніми 16-річними дівчатками) та крутим хлопцем. 
За свідченням Мерілін Монро, на одній із вечірок Еррол Флінн зіграв своїм великим пенісом на піаніно пісню "You Are My Sunshine".
Найвідоміші фільми — «Одіссея капітана Блада», «Пригоди Робіна Гуда», «Додж-сіті», «Дорога на Санта-Фе», «Морський яструб», «Вони померли на своїх постах», «Джентльмен Джим». У 8 картинах його партнеркою була Олівія де Гевілленд.
Помер від інфаркту міокарда у віці 50 років.

## Вибіркова фільмографія
- 1935: Одіссея капітана Блада / Captain Blood — капітан Пітер Блад, коханий Арабелли
- 1936: Атака легкої кавалерії / The Charge of the Light Brigade — майор Джеффрі Вікерс
- 1938: Сестри / The Sisters — Френк Медлін
- 1938: Пригоди Робіна Гуда[en] / The Adventures of Robin Hood — Робін Гуд
- 1939: Додж-сіті / Dodge City — Вейд Хеттон
- 1939: Приватне життя Єлизавети та Ессекса / The Private Lives of Elizabeth and Essex — Роберт Девере, граф Ессекс
- 1940: Шлях на Санта-Фе / Santa Fe Trail — Джеб Стюарт
- 1940: Морський яструб / The Sea Hawk — капітан Джефрі Торп
- 1941: Вони померли на своїх постах / They Died with Their Boots On — Джордж Армстронг Кастер
- 1942: Джентльмен Джим / Gentleman Jim — Джеймс Корбетт
- 1947: Леді з Шанхаю / The Lady from Shanghai
- 1950: Кім / Kim — Махбуб Алі
- 1953: «Володар Баллантре» / (The Master of Ballantrae) —  Джеймі Дюрі